# Сетевене (Витербо)
Сетевене је насеље у Италији у округу Витербо, региону Лацио.
Према процени из 2011. у насељу је живело 80 становника. Насеље се налази на надморској висини од 209 м.